# Tharid
Tharîd (en arabe : ثريد), généralement traduit par panade est une préparation à base de pain de blé ou parfois d'orge émietté, dans un bouillon de viande de poulet, de mouton (mechwi) ou de chameau et/ou de légumes. 
Ce plat remonte à la domestication du blé. 
Selon certains hadiths, il aurait été le mets préféré du prophète de l'islam Mahomet et est resté populaire chez les musulmans. Son origine remonte cependant à bien avant l'islam, les païens et polythéistes du Moyen-Orient le consommaient déjà.

## Dénomination
Le mot est l'accusatif de thard, bouillie, à rapprocher de tharda (couscous de pain cuit à la vapeur en cuisine marocaine), thuraid, thurda, djudaba, kanafa, murakkaba, ensemble de plats à base de pain émietté, tranché ou rompu puis intégré dans une préparation plus ou moins liquide. Le verbe thard a le sens d'éparpiller, pour faire un bon tharîd on émiette finement du pain (passer au tamis) qu'on disperse sur le bouillon de viande. Tharid-, zarid-, tharad- signifie trembler, action de la main qui disperse les miettes dans le bouillon. Pluriel tharâ’id ou thurûd.
Le terme التشريب (al tashrib) qui signifie imprégner, tremper, est employé dans le Proche-Orient. Le plat possède plusieurs variantes. 
Au Maghreb, on peut citer la rfissa (aussi appelée trid ou thrid) au Maroc, la variante shāqūma chez certains Berbères[Lesquels ?], chakhchoukha en Algérie. 
Au Proche-Orient et au Levant le tharîd syrien (fait de viandes fumées et du pain blanc tranché) aurait été celui de chrétiens syriens au Xe siècle.
La talbīna ne doit pas être confondue avec le tharîd, c'est une bouillie de farine de son et de lait parfois de miel. L'épouse du Prophète dispersait la talbīna sur le tharîd.
Parmi les variantes orthographiques on retrouve en arabe maghrébin : trid, thrid, trida, thrida, etc.

## Histoire

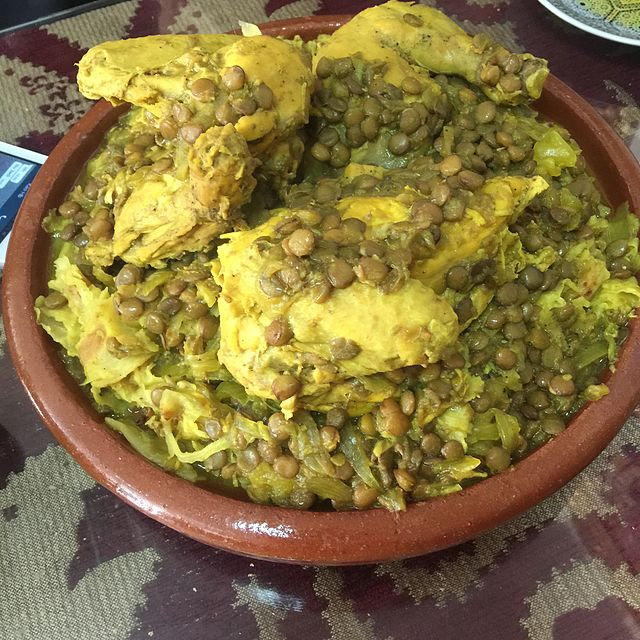
Thard de poulet aux lentilles

### Des origines protohistoriques
Les spécialistes débattent de l'origine des bouillies et des panades de bouillon: «Au Proche-Orient, l'accent est mis sur le pain tandis qu'en Afrique subsaharienne, c'est sur la bouillie [à base de farine]» (l'auteur rattache l'Égypte à l'influence proche-orientale à compter de 7 000 ans BC). Les pains de blé se rencontrent de l'Asie occidentale (jusqu'à l'Anatolie) néolithique et pré-néolithique. Mohammed Oubahli rapproche les tharîds des bappiru mésopotamiens du IIe millénaire av. J.-C. à base de céréales macérées, maltées ou fermentées qui se vendaient sous forme de briques, abondantes «depuis la nuit des temps» écrit Jean Bottéro qui en donne une recette égrenée (hasâlu), tamisée (napû) puis saupoudrée dans un bouillon. Ce plat nommé pašrûtu tiendrait son nom de l'opération d'émietter pašaru. Les miettes, écrit Bottéro, apportent «leur valeur nutritive et gustative [ ] et épaississent le bouillon en lui conférant ce que nous appelons un liant, dont nous sommes toujours amateurs». L'origine chaldéenne est citée par Al-Muqaddasī (Xe siècle) qui dit avoir mangé une tharîda avec un moine iraquien, d'où l'idée d'une étymologie arménienne, syriaque ou chaldéenne.

### Le tharîd et l'imitation du Prophète dans le monde musulman

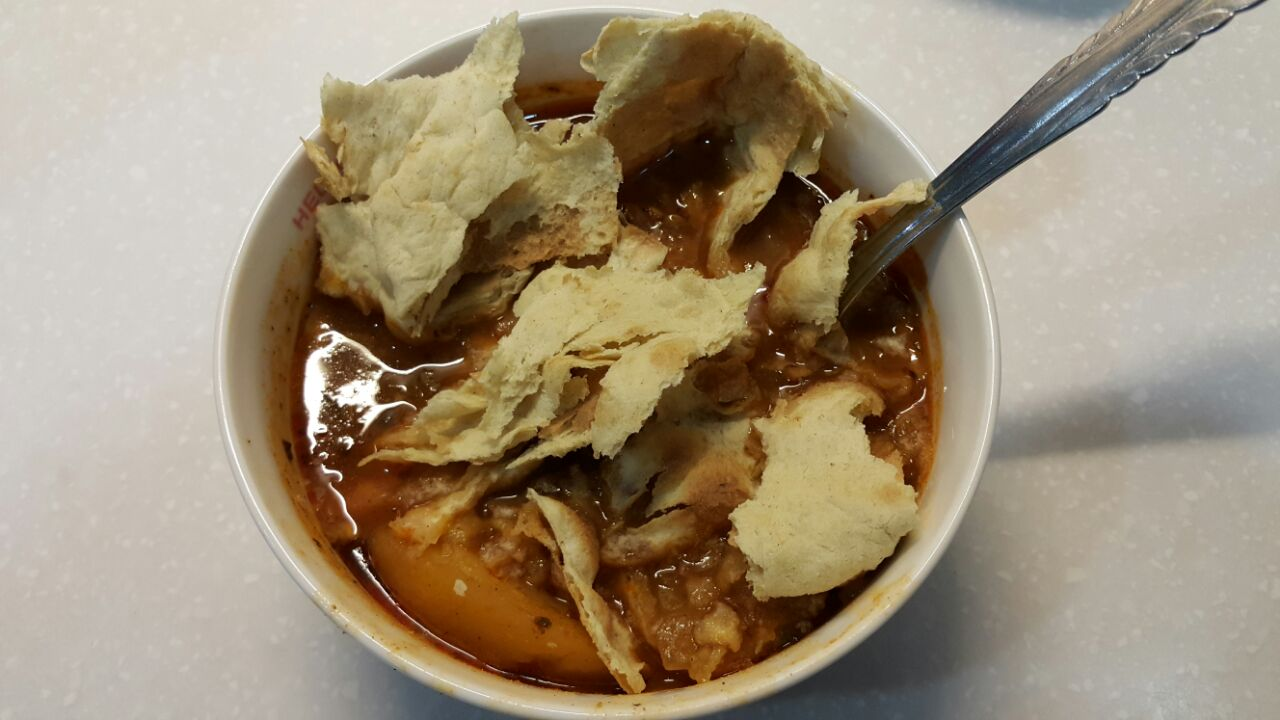
Tharida de viande de mouton

Le tharîd était consommé par les bédouins pré-islamiques.
Abu Musa Al-Ash'ari rapporte que le Mahomet a dit : «la supériorité de A'ishah [son épouse préférée] sur les autres femmes est comme la supériorité du tharîd sur tous les autres aliments») et le tharîd est devenu par imitation du Prophète «le plat national des premiers arabes islamisés». «Ils commencent le repas avec le tharīd [ ] et disent Le Prophète l'a préféré à tous les autres plats, alors nous aussi nous commençons par cela à cause de la préférence du Prophète». Dans la mythologie islamique hadithique, la création du tharîd est attribuée à Hāshim bin 'Abd Manaf, arrière-grand-père du Prophète (milieu du Ve siècle), le tharîd aurait été une spécialité des Quraysh, tribut de Mahomet, enfin selon une source probablement apocryphe les Quraysh auraient obtenu des privilèges commerciaux après que ce Hāshim ait cuisiné un tharîd pour l'empereur byzantin qui s'en était régalé lors d'un séjour en Syrie.
Lucie Bollens note sa conformité avec la conception de la diététique de l'époque. Les soupes (thuraid) sont chaudes car «elles se rattachent à l'élément du phlegme liquide et donnent par là de l'humidité aux corps secs» selon A. Huici Miranda (1965). La partie aqueuse est un bouillon (viande grasse, légumes, vinaigre, etc.) et la partie liaison du pain fermenté sec réhydraté.

### Les tharîds dans la littérature culinaire arabo-andalouse médiévale

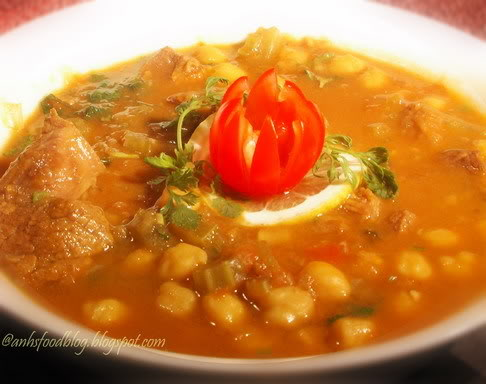
Tharid d'agneau aux pois chiches

Ibn Sayyar al-Warraq (Bagdad, IXe siècle) donne une dizaine de recettes de tharîda, dont les syriennes (soupe de viande de mouton, de volaille, truffes et kamākh à base de lait fermenté, pois chiches et aromates, pain blanc émietté). C'est chez l'andalou Ibn Razin al-Tuyibi qu'on trouve les recettes les plus instructives. D'une part il consacre son chapitre 2 aux tharîds (le chapitre 1 est consacré aux pains) qu'il ne confond pas avec les soupes aux miettes de pain et concassées objet de son chapitre 3. L'attention dans les recettes de tharîd est d'abord portée sur la qualité des bouillons: à base de tête de veau, de tête de mouton, de chevreaux, aux pigeonneaux puis à la façon de faire le pain: Maqbula au pain de levain et farine fine, pain azyme dans le tharîd de mouton au lait ou le tharîd au poulet, galette de farine et de semoule cuite à la poêle dans la Chaquma, galette de semoule dans le tharîd oriental El Fayatel. Suivent 3 tharîds au lait dont une cuite au four est faite de galette de semoule cuite dans du lait et des œufs battus saupoudrés de sucre, puis des tharîd de fèves cuites avec des tripes de mouton. Les potages et soupes concassées sont eux faits à base de farine (dont la farine de millet), de levain, d'amandes et de son, ou de céréales concassées parfois cuites (blé, orge, riz formant une sorte de congee).
On perçoit l'importance de ces plats à base de pain émietté quand Catherine Guillaumond dénombre 189 plats qui comportent de la mie ou des miettes de pain sur les 498 recettes de l'Anonyme andalou. Sa recette G35 (plat mentionné par Al-Razî) est éloquente sur la richesse en graisse du bouillon: «Mettre du veau gras, de l’aiguillette, de la poitrine, du collet, de la panse, des intestins et leur graisse ainsi que de la moelle dans une marmite neuve avec sel, coriandre en graine, cumin, poivre, safran, cannelle, feuilles de cédratier, etc. Avec le jus gras, faite tremper des miettes de pain levé préparé avec la meilleure farine de gruau. C’est un excellent mets qu’on n’oublie pas».

## Les différents tharîds

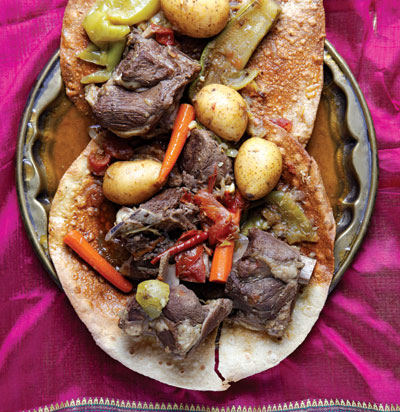
Tharid sec d'agneau

On distingue le tharid humide ou liquide (tharada, féminin) fait d'un bouillon, de sa viande grasse et de miettes de pain des tharîds secs qui ont peu ou pas de bouillon. Le pain est du lavash dans le tahrîd persan, du pain tandoori, du خبز الصاج ("khubz alsaaj") pain Saj (pain plat sans levain cuit sur une plaque), le pain d'orge sont mentionnés. Le bouillon peut être du lait ( Ibn Razin al-Tuyibi donne 3 recettes de tharîd au lait).
Le tharîd sec - plus rare - est un plat de viande, de légumes et de légumineuses (lentilles ou pois chiches) avec un jus court servi sur un pain. Les aromates usuels sont le vinaigre, mais aussi le miel.

### Les tharîds liquides
Le tharîd devient pâteux après absorption du pain émietté trempé dans un bouillon de viande, il est disposé en pyramide, les morceaux de viande tout autour, prêt à être mangé à la main ou à la cuillère. Ces tharîds sont nombreux : épicés ou non, avec ou sans fromage, avec ou sans lait - caillé ou non -, vinaigré ou non, sucré ou non, avec des adaptations locales (de Tunis, de Syrie), aux truffes, du yaourt, à l'ail, à la menthe, avec ou sans viande.

### Les tharids secs
Ce tharîd, à la viande et aux légumes bouillis est servi sur le pain écrasé mouillé de bouillon, pain Ragag dans les Pays du Golfe (pain plat entre la brick et la crêpe). En Algérie, le pain est remplacé par feuilles de msemmen (crêpes fines) dans la chakhchoukha de Biskra. Le مسخّن (mskhkhn) mssakhan  palestinien est un plat de viande de poulet (grillé), de sumac sur un pain plat appelé tabouna.

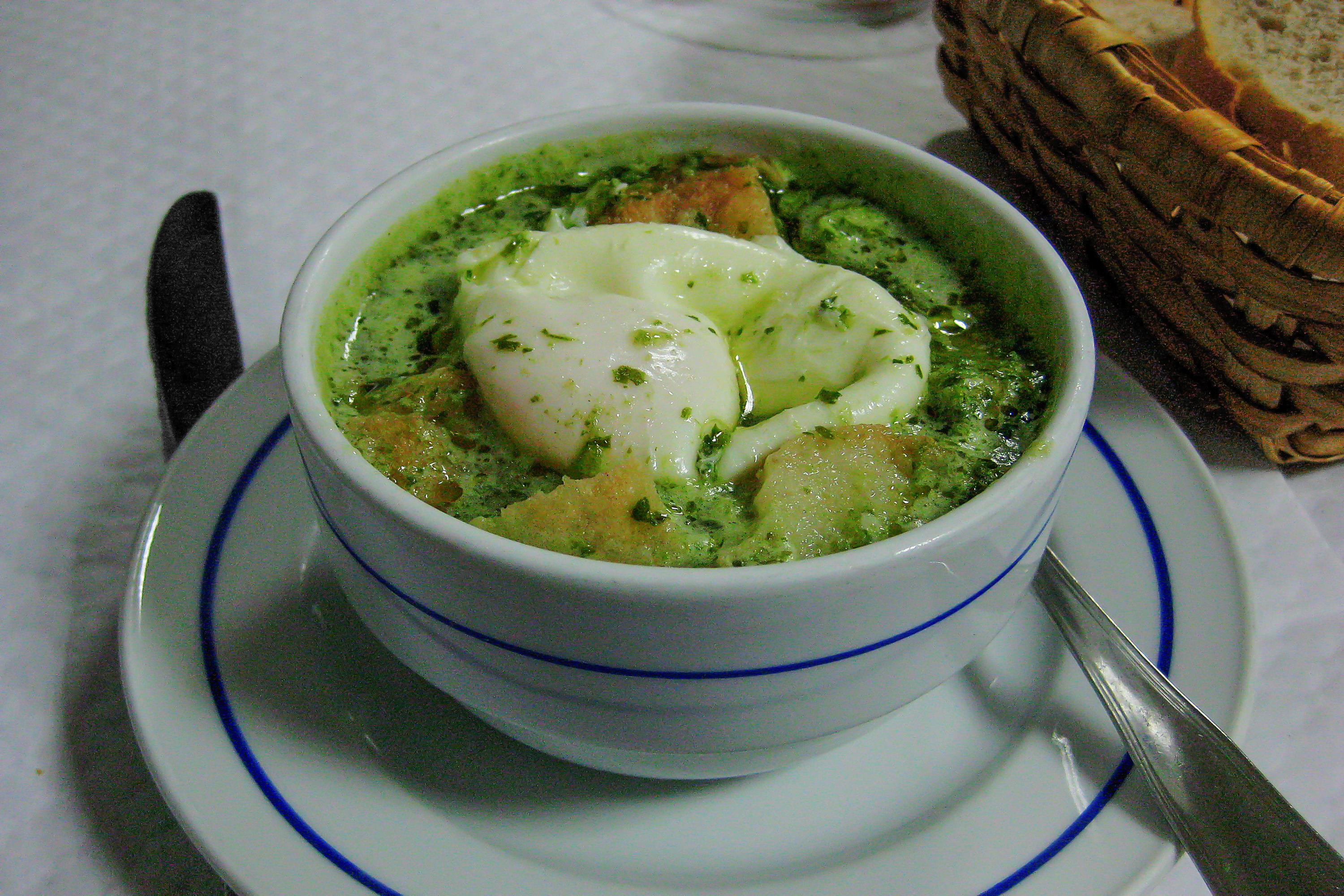
Açorda alentejana, soupe de pain trempé couverte d'un œuf poché

## Postérité et variantes
L'açorda populaire au Portugal est une soupe de pain trempé dans un bouillon de viande ou de poisson avec ses légumes dont le nom provient de tharada, sous sa forme dialectale arabe andalouse ثردة (thardatun) thurda / çurda puis thorda / çorda. António Rei a montré (2016) que l'açorda portugaise a pour origine les cuisines islamique, chrétienne et juive de Moyen Âge andalou. La tiborna ibérique de pain tabouna, arabe طابون (taboun) foyer, est un pain grillé imbibé d'huile d'olive et d'ail écrasé, les migas sont des préparations à base de pain détrempé avec viandes et aromates. .
Le fattah en arabe فتّة (fat'ti) ou fetté, fatta, fattah est une collation de petit-déjeuner fait de pain plat frais, grillé ou rassis en morceaux mélangé à du yaourt, de la menthe, de l'huile d'olive et des pois chiches. Il est consommé au Levant.

## Anthologie
- Maqrīzī, Aḥmad ibn ʿAlī Taqī al-Dīn (1364-1442), Description historique et topographique de l'Égypte. Tome 3, traduction par Paul Casanova[33]:

« Lors donc que les Coptes eurent terminé leur banquet, 'Amrou ordonna qu'on apportât des aliments et qu'on les confectionnât pour eux; il leur ordonna de se présenter à cet effet; on leur confectionna le tharid (soupe de pain) et le 'ourâb'k. Il ordonna à ses compagnons de revêtir les kisâ et l'ichlimâl aş şammâ et de s'asseoir sur les genoux. Quand les Grecs se présentèrent on apporta des chaises de brocart et ils y siégèrent; les Arabes siégeaient à leurs côtés. Chacun des Arabes se mit à avaler une grosse bouchée de tharîd, tout en mordant dans la viande, et il éclaboussait celui des Grecs qu'il avait pour voisin. Les Grecs, écœurés, disaient : Où sont donc ces gens qui étaient venus à nous auparavant? On leur répondit : Ceux-là étaient les gens du conseil; ceux-ci sont les gens de guerre. »

- Thomas Grimm, Mahomet, Le Petit Journal du 30 octobre 1879[34].

« Une ville fut construite là, vers le cinquième siècle de notre ère. Cette ville prit le nom de La Mecque. Kossaï, l'un de ses fondateurs, y acquit une grande influence. Il eut quatre fils, dont le plus jeune fut nommé Hachin (prononcez Arrhim). [ ] On l'avait ainsi appelé parce que ce fut lui qui, le premier, distribua aux pauvres une espèce de soupe appelée tharid, composée de bouillon et de pain émietté, ce mot hachim signifiant l'émietteur. C'était le bisaïeul de Mahomet; il eut un fils nommé Cheïba »

- Ibn Sirin, dans l'interprétation de rêves (2012) consacre un long paragraphe au tharîd:  «s'il contient beaucoup de graisse, il désigne un pouvoir bénéfique et une vie généreuse. Ce plat annonce un pouvoir sans profit, s'il n'y a pas de graisse... sans gras du tout le rêveur aura un métier vil et s'appauvrira... S'il se voit manger tout le tharïd [le rêveur] mourra pauvre et humilié»[35].